# Maglavit
Maglavit est une commune roumaine située dans le județ de Dolj.